# Steril-sulfataza
Steril-sulfataza (EC 3.1.6.2, steroidna sulfataza, sterol sulfataza, dehidroepiandrosteron sulfatna sulfataza, arilsulfataza C, steroidna 3-sulfataza, steroid sulfatna sulfohidrolaza, dehidroepiandrosteronska sulfataza, pregnenolonska sulfataza, fenolna steroidna sulfataza, 3-beta-hidroksisteroid sulfatna sulfataza) je enzim sa sistematskim imenom steril-sulfat sulfohidrolaza. Ovaj enzim katalizuje sledeću hemijsku reakciju
3beta-hidroksiandrost-5-en-17-on 3-sulfat + H2O {\displaystyle \rightleftharpoons } 3beta-hidroksiandrost-5-en-17-on + sulfat
Ova enzim takođe deluje na srodne steril sulfate.

## Literatura
- Nicholas C. Price; Lewis Stevens (1999). Fundamentals of Enzymology: The Cell and Molecular Biology of Catalytic Proteins (Third изд.). USA: Oxford University Press. ISBN 019850229X.
- Eric J. Toone (2006). Advances in Enzymology and Related Areas of Molecular Biology, Protein Evolution (Volume 75 изд.). Wiley-Interscience. ISBN 0471205036.
- Branden C; Tooze J. Introduction to Protein Structure. New York, NY: Garland Publishing. ISBN 0-8153-2305-0.
- Irwin H. Segel. Enzyme Kinetics: Behavior and Analysis of Rapid Equilibrium and Steady-State Enzyme Systems (Book 44 изд.). Wiley Classics Library. ISBN 0471303097.
- William P. Jencks (1987). Catalysis in Chemistry and Enzymology. Dover Publications. ISBN 0486654605.

## Spoljašnje veze
- Steryl-sulfatase на 